# Eoplesiosaurus antiquior
L'eoplesiosauro (Eoplesiosaurus antiquior) è un rettile marino estinto, appartenente ai plesiosauri. Visse all'inizio del Giurassico inferiore (Hettangiano, circa 199 - 198 milioni di anni fa) e i suoi resti fossili sono stati ritrovati in Europa (Inghilterra).

## Descrizione
Questo animale è noto grazie a uno scheletro postcranico completo; l'olotipo (noto come TTNCM 8348) è conservato in tre dimensioni e permette di ricostruire un plesiosauro di dimensioni medio - piccole, lungo circa tre metri. Possedeva un collo piuttosto lungo, con almeno 38 vertebre cervicali. Eoplesiosaurus possedeva una caratteristica distintiva (autapomorfia): la presenza di piccole proiezioni laterali coniche sulle basi delle prezigapofisi delle vertebre cervicali anteriori. Come tutti i plesiosauri, anche Eoplesiosaurus possedeva un corpo corto dotato di quattro arti trasformati in strutture simili a pinne.

## Classificazione
L'unico scheletro noto di Eoplesiosaurus è stato ritrovato nella zona di Watchet, nel Somerset; il fossile proviene dalla formazione Blue Lias, appena dopo il limite Triassico - Giurassico. Altri fossili di plesiosauri di epoca comparabile sono stati ritrovati nella zona di Street, sempre nel Somerset (Avalonnectes, Thalassiodracon). Questi fossili, insieme a quelli di Watchet, rappresentano i più antichi plesiosauri noti. Eoplesiosaurus, secondo un'analisi cladistica effettuata nel 2012, indica che Eoplesiosaurus era il più antico plesiosauroide (plesiosauro dal collo lungo) e uno dei più antichi plesiosauri. Di seguito è illustrata l'analisi filogenetica (Benson et al., 2012):
|  | Microcleididae                                                                         |
|  |                                                                                        |
|  | \| \| Plesiopterys wildi \| \| \| \| \| \| Elasmosauridae and Cryptoclidia \| \| \| \| |
|  |                                                                                        |
|  | Plesiopterys wildi                                                                     |
|  |                                                                                        |
|  | Elasmosauridae and Cryptoclidia                                                        |
|  |                                                                                        |

|  | Plesiopterys wildi              |
|  |                                 |
|  | Elasmosauridae and Cryptoclidia |
|  |                                 |

|  | Microcleididae                                                                         |
|  |                                                                                        |
|  | \| \| Plesiopterys wildi \| \| \| \| \| \| Elasmosauridae and Cryptoclidia \| \| \| \| |
|  |                                                                                        |
|  | Plesiopterys wildi                                                                     |
|  |                                                                                        |
|  | Elasmosauridae and Cryptoclidia                                                        |
|  |                                                                                        |

|  | Plesiopterys wildi              |
|  |                                 |
|  | Elasmosauridae and Cryptoclidia |
|  |                                 |

|  | Microcleididae                                                                         |
|  |                                                                                        |
|  | \| \| Plesiopterys wildi \| \| \| \| \| \| Elasmosauridae and Cryptoclidia \| \| \| \| |
|  |                                                                                        |
|  | Plesiopterys wildi                                                                     |
|  |                                                                                        |
|  | Elasmosauridae and Cryptoclidia                                                        |
|  |                                                                                        |

|  | Plesiopterys wildi              |
|  |                                 |
|  | Elasmosauridae and Cryptoclidia |
|  |                                 |

|  | Microcleididae                                                                         |
|  |                                                                                        |
|  | \| \| Plesiopterys wildi \| \| \| \| \| \| Elasmosauridae and Cryptoclidia \| \| \| \| |
|  |                                                                                        |
|  | Plesiopterys wildi                                                                     |
|  |                                                                                        |
|  | Elasmosauridae and Cryptoclidia                                                        |
|  |                                                                                        |

|  | Plesiopterys wildi              |
|  |                                 |
|  | Elasmosauridae and Cryptoclidia |
|  |                                 |

|  | Microcleididae                                                                         |
|  |                                                                                        |
|  | \| \| Plesiopterys wildi \| \| \| \| \| \| Elasmosauridae and Cryptoclidia \| \| \| \| |
|  |                                                                                        |
|  | Plesiopterys wildi                                                                     |
|  |                                                                                        |
|  | Elasmosauridae and Cryptoclidia                                                        |
|  |                                                                                        |

|  | Plesiopterys wildi              |
|  |                                 |
|  | Elasmosauridae and Cryptoclidia |
|  |                                 |

|  | Microcleididae                                                                         |
|  |                                                                                        |
|  | \| \| Plesiopterys wildi \| \| \| \| \| \| Elasmosauridae and Cryptoclidia \| \| \| \| |
|  |                                                                                        |
|  | Plesiopterys wildi                                                                     |
|  |                                                                                        |
|  | Elasmosauridae and Cryptoclidia                                                        |
|  |                                                                                        |

|  | Plesiopterys wildi              |
|  |                                 |
|  | Elasmosauridae and Cryptoclidia |
|  |                                 |

|  | Microcleididae                                                                         |
|  |                                                                                        |
|  | \| \| Plesiopterys wildi \| \| \| \| \| \| Elasmosauridae and Cryptoclidia \| \| \| \| |
|  |                                                                                        |
|  | Plesiopterys wildi                                                                     |
|  |                                                                                        |
|  | Elasmosauridae and Cryptoclidia                                                        |
|  |                                                                                        |

|  | Plesiopterys wildi              |
|  |                                 |
|  | Elasmosauridae and Cryptoclidia |
|  |                                 |

|  | Microcleididae                                                                         |
|  |                                                                                        |
|  | \| \| Plesiopterys wildi \| \| \| \| \| \| Elasmosauridae and Cryptoclidia \| \| \| \| |
|  |                                                                                        |
|  | Plesiopterys wildi                                                                     |
|  |                                                                                        |
|  | Elasmosauridae and Cryptoclidia                                                        |
|  |                                                                                        |

|  | Plesiopterys wildi              |
|  |                                 |
|  | Elasmosauridae and Cryptoclidia |
|  |                                 |

|  | Microcleididae                                                                         |
|  |                                                                                        |
|  | \| \| Plesiopterys wildi \| \| \| \| \| \| Elasmosauridae and Cryptoclidia \| \| \| \| |
|  |                                                                                        |
|  | Plesiopterys wildi                                                                     |
|  |                                                                                        |
|  | Elasmosauridae and Cryptoclidia                                                        |
|  |                                                                                        |

|  | Plesiopterys wildi              |
|  |                                 |
|  | Elasmosauridae and Cryptoclidia |
|  |                                 |

|  | Microcleididae                                                                         |
|  |                                                                                        |
|  | \| \| Plesiopterys wildi \| \| \| \| \| \| Elasmosauridae and Cryptoclidia \| \| \| \| |
|  |                                                                                        |
|  | Plesiopterys wildi                                                                     |
|  |                                                                                        |
|  | Elasmosauridae and Cryptoclidia                                                        |
|  |                                                                                        |

|  | Plesiopterys wildi              |
|  |                                 |
|  | Elasmosauridae and Cryptoclidia |
|  |                                 |

|  | Microcleididae                                                                         |
|  |                                                                                        |
|  | \| \| Plesiopterys wildi \| \| \| \| \| \| Elasmosauridae and Cryptoclidia \| \| \| \| |
|  |                                                                                        |
|  | Plesiopterys wildi                                                                     |
|  |                                                                                        |
|  | Elasmosauridae and Cryptoclidia                                                        |
|  |                                                                                        |

|  | Plesiopterys wildi              |
|  |                                 |
|  | Elasmosauridae and Cryptoclidia |
|  |                                 |

|  | Microcleididae                                                                         |
|  |                                                                                        |
|  | \| \| Plesiopterys wildi \| \| \| \| \| \| Elasmosauridae and Cryptoclidia \| \| \| \| |
|  |                                                                                        |
|  | Plesiopterys wildi                                                                     |
|  |                                                                                        |
|  | Elasmosauridae and Cryptoclidia                                                        |
|  |                                                                                        |

|  | Plesiopterys wildi              |
|  |                                 |
|  | Elasmosauridae and Cryptoclidia |
|  |                                 |

|  | Microcleididae                                                                         |
|  |                                                                                        |
|  | \| \| Plesiopterys wildi \| \| \| \| \| \| Elasmosauridae and Cryptoclidia \| \| \| \| |
|  |                                                                                        |
|  | Plesiopterys wildi                                                                     |
|  |                                                                                        |
|  | Elasmosauridae and Cryptoclidia                                                        |
|  |                                                                                        |

|  | Plesiopterys wildi              |
|  |                                 |
|  | Elasmosauridae and Cryptoclidia |
|  |                                 |

|  | Microcleididae                                                                         |
|  |                                                                                        |
|  | \| \| Plesiopterys wildi \| \| \| \| \| \| Elasmosauridae and Cryptoclidia \| \| \| \| |
|  |                                                                                        |
|  | Plesiopterys wildi                                                                     |
|  |                                                                                        |
|  | Elasmosauridae and Cryptoclidia                                                        |
|  |                                                                                        |

|  | Plesiopterys wildi              |
|  |                                 |
|  | Elasmosauridae and Cryptoclidia |
|  |                                 |

|  | Microcleididae                                                                         |
|  |                                                                                        |
|  | \| \| Plesiopterys wildi \| \| \| \| \| \| Elasmosauridae and Cryptoclidia \| \| \| \| |
|  |                                                                                        |
|  | Plesiopterys wildi                                                                     |
|  |                                                                                        |
|  | Elasmosauridae and Cryptoclidia                                                        |
|  |                                                                                        |

|  | Plesiopterys wildi              |
|  |                                 |
|  | Elasmosauridae and Cryptoclidia |
|  |                                 |

|  | Microcleididae                                                                         |
|  |                                                                                        |
|  | \| \| Plesiopterys wildi \| \| \| \| \| \| Elasmosauridae and Cryptoclidia \| \| \| \| |
|  |                                                                                        |
|  | Plesiopterys wildi                                                                     |
|  |                                                                                        |
|  | Elasmosauridae and Cryptoclidia                                                        |
|  |                                                                                        |

|  | Plesiopterys wildi              |
|  |                                 |
|  | Elasmosauridae and Cryptoclidia |
|  |                                 |

## Significato del nome
Il nome generico Eoplesiosaurus significa "plesiosauro dell'alba", in riferimento alla sua antichità. Anche l'epiteto specifico, antiquior (dal latino "più antico") si riferisce all'età geologica dell'esemplare, ma è anche un riferimento a Duria Antiquior (ovvero "un Dorset più antico"), un acquerello del 1830 illustrante la fauna del Giurassico inferiore, con tanto di plesiosauri e ittiosauri, realizzata da Henry De la Beche.